# Poland-Syndrom

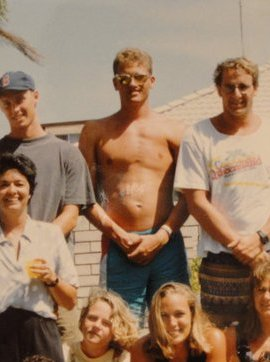
Fehlender linker Musculus pectoralis

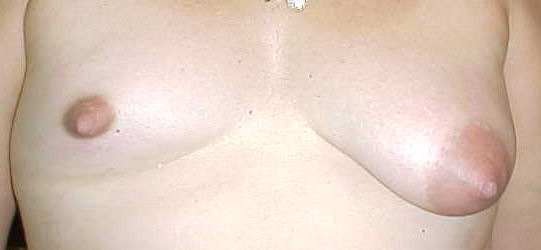
Fehlbildung der rechten Brust

Das Poland-Syndrom (benannt 1841 nach dem englischen Chirurgen Alfred Poland, der 1841 das Syndrom beschrieben hat) ist eine komplexe Fehlbildung mit Fehlen eines Brustmuskels und Fehlbildung der ipsilateralen Brustdrüse.

## Epidemiologie
Das Poland-Syndrom hat eine Inzidenz zwischen 1:10.000 und 1:100.000, tritt bei Männern häufiger auf als bei Frauen und auf der rechten Körperseite häufiger als auf der linken. Die meisten Fälle treten sporadisch auf, aber auch familiäre Häufungen werden berichtet. Die Ätiologie ist nicht vollständig geklärt.

## Ursachen
Es handelt sich um eine Hemmungsmissbildung, die ihren Ursprung in der Embryonal-Periode hat. Beim Aussprossen des oberen Strahls kommt es aus unbekannten Ursachen zu einer Hemmung unterschiedlichen Ausmaßes, die das spätere klinische Bild bestimmt. Gelegentlich kommt es auch zu Fehlbildungen innerer Organe oder des unteren Strahls, aber stets auf derselben Körperhälfte.

## Symptome
Obligat ist die Fehlbildung an Brustdrüse und großem Brustmuskel (M. pectoralis major). Die Brust der betroffenen Seite ist immer kleiner als diejenige der Gegenseite. Sie kann auch ganz fehlen, dann ist aber zumindest eine Brustwarze angelegt. Die Brust sitzt höher, der Warzenhof ist kleiner und dunkler. Strukturell ist die Brust bindegewebsreich und fettgewebsarm, was ihr ein festes, mädchenhaftes Aussehen gibt. Die Gegenseite ist fettreicher und hängt daher immer stärker. Dies ist wichtig für den Rekonstruktionserfolg.
Vom großen Brustmuskel, den man in drei Teile unterteilen kann, fehlen fast immer die beiden unteren Teile, selten ist auch der obere Teil fehlend, auch kann der kleine Brustmuskel (M. pectoralis minor) fehlen.

Die anderen Symptome treten unterschiedlich oft auf:
- Fingerfehlbildungen, wie Zusammenwachsen (Syndaktylie) von Fingern, Fehlen der Finger 4 und 5
- Kürzerer, schwächerer Arm
- Rippenfehlbildungen, die ganze Brustkorbseite (Thorax) kann kleiner sein.
- Ist die linke Seite betroffen, kann in ganz seltenen Fällen die Herzbewegung behindert sein.

## Behandlung

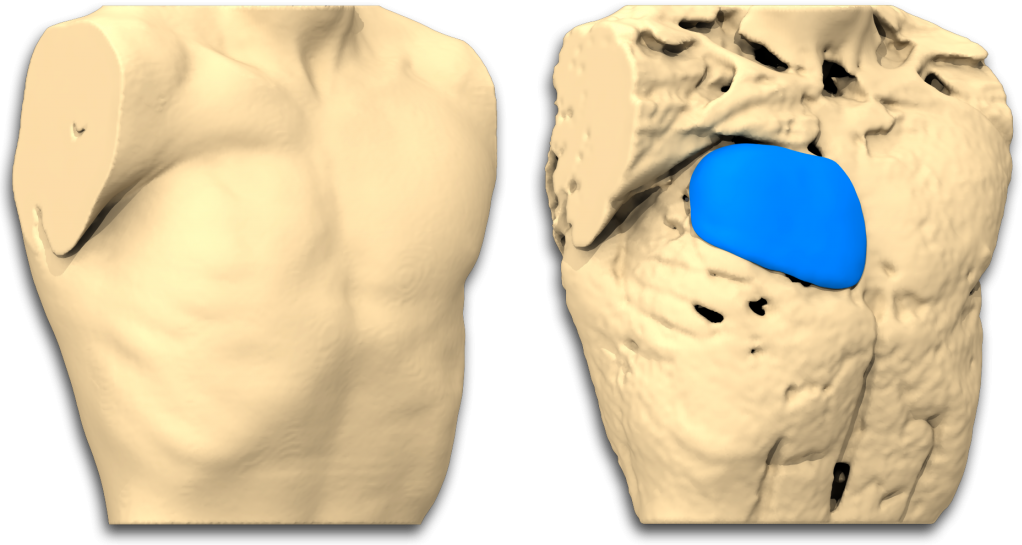
Design eines 3D-maßgefertigten Implantats für ein Poland-Syndrom

Die Betroffenen sind gesundheitlich zumeist wenig beeinträchtigt. Die fehlenden Teile des Brustmuskels werden von anderen Muskeln gut kompensiert. Die kosmetische Beeinträchtigung durch die ungleichen Brüste führt meist zur Behandlung. Je nach Ausmaß sollte auch eine internistische Untersuchung erfolgen.
Die Brustkorrektur umfasst die Anpassung der Brustgrößen durch Brustvergrößerung der betroffenen Seite, je nach Situation auch Straffung oder Verkleinerung der Gegenseite mit Verkleinerung des Warzenhofes. Die Vergrößerung der Brust erfolgt mit einer Silikonprothese, für den Ausgleich des Brustmuskels können auch maßgefertigte Inlays eingesetzt werden. Das Implantat wird mit CAD (computergestütztes Design) entworfen. Eine 3D-Rekonstruktion der Brust des Patienten wird von einem medizinischen Scanner erstellt, um ein virtuelles Implantat zu entwerfen, das an die Anatomie jedes Patienten angepasst ist. Das Implantat besteht aus unzerbrechlichem, medizinischem Silikon.

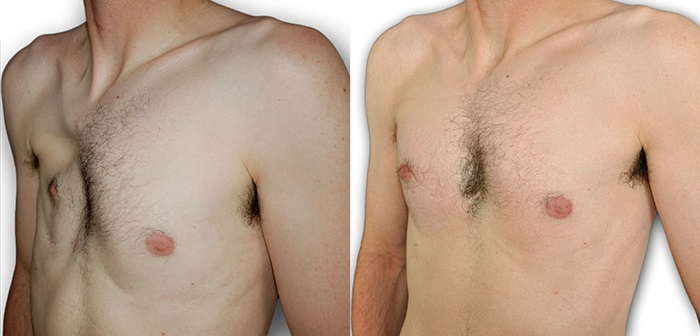
Poland-Syndrom, mit einem 3D-maßgeschneiderten Implantat behandelt

Die Operation erfolgt unter Vollnarkose und dauert weniger als eine Stunde. Der Chirurg bereitet den Implantationsort auf die Größe des Implantats vor, nachdem er einen 8 cm langen axillären Schnitt durchgeführt hat, und fügt das Implantat unter die Haut ein. Der Verschluss erfolgt in zwei Ebenen. Das Implantat ersetzt den M. pectoralis major, so dass der Thorax symmetrisch ist und bei Frauen auch die Brust.
Der Ausgleich mit körpereigenen Haut-Fett-Lappen (z. B. DIEP-Lappen) ist möglich. Da es sich jedoch um junge Patientinnen handelt, ist zu überlegen, ob die Erst-Operation nicht mit einem Silikonimplantat erfolgen und erst bei älteren Patientinnen der Wechsel auf körpereigenes Gewebe erfolgen sollte.
Der Strukturunterschied zwischen den beiden Brüsten bleibt erhalten, wodurch langfristig zwar eine Volumen- aber keine Formgleichheit zu erzielen ist. Manche Ärzte empfehlen daher, die Brust der Gegenseite subkutan zu entfernen und ebenfalls durch eine Prothese zu ersetzen.
Die Wahrscheinlichkeit eines Poland-Syndroms liegt je nach Ausprägungsintensität zwischen 1:20.000 und 1:100.000.
Im Gegensatz zum Polandsyndrom bezeichnet das Amazonen-Syndrom das alleinige Fehlen der Brustanlage (Brustdrüse), wobei der Pektoralismuskel jedoch vorhanden ist. Der Name geht auf die griechische Mythologie zurück, nach der sich das Frauenvolk der Amazonen zur besseren Handhabung von Pfeil und Bogen eine Brust abgeschnitten haben soll.
Das Poland-Syndrom tritt gelegentlich zusammen mit dem Möbius-Syndrom auf.